# Тулуза
Тулу́за (окс. Tolosa, фр. Toulouse) — місто та муніципалітет у Франції, столиця регіону Окситанія, префектура (адміністративний центр) департаменту Верхня Гаронна та округу Тулуза. Населення — 439 553 осіб (2008). Тулуза є третьою після Парижу та Марселя за кількістю населення комуною Франції.
Муніципалітет розташований на відстані близько 590 км на південь від Парижу.
Місто, з характерною для півдня Франції архітектурою, називають «рожевим містом» через теракотовий колір його будівель. А через розвиток тут у ХІХ столітті культури фіалок, його також називають «фіалковим містом».
Південний канал, який з'єднує Тулузу з Сетом у 1996 році внесений до списку Світової спадщини ЮНЕСКО, як і Базиліка Сен-Сернен (з 1998). Базиліка Сен-Сернен вважається основоположницею романського стилю в архітектурі.

## Географія
Тулуза знаходиться між Середземним морем і Атлантичним океаном, на березі річки Гаронни. У Тулузі змикаються Лангедокський і Гароннський канали, що з'єднують Атлантичний океан з Середземним морем. Стара частина міста займає високий правий берег Гаронни. Навколо розкинулися передмістя, відомі з часів Середньовіччя. Лівий берег, на якому знаходяться колишнє передмістя Сен-Сипрієн, а за ним — спальний район сучасної забудови, Мірай, довгий час вважався кварталом бідних, оскільки знаходився за міськими мурами та в зоні, що постійно затоплювалась повенями.

### Клімат
Тулуза має вологий субтропічний клімат (Cfa за класифікацією кліматів Кеппена).
| Клімат Тулузи                                                        | Клімат Тулузи | Клімат Тулузи | Клімат Тулузи | Клімат Тулузи | Клімат Тулузи | Клімат Тулузи | Клімат Тулузи | Клімат Тулузи | Клімат Тулузи | Клімат Тулузи | Клімат Тулузи | Клімат Тулузи | Клімат Тулузи |
| Показник                                                             | Січ.          | Лют.          | Бер.          | Квіт.         | Трав.         | Черв.         | Лип.          | Серп.         | Вер.          | Жовт.         | Лист.         | Груд.         | Рік           |
| Абсолютний максимум, °C                                              | 21,2          | 22,1          | 27,1          | 30,0          | 33,4          | 39,8          | 40,2          | 40,7          | 35,3          | 30,8          | 24,3          | 21,1          | 40,7          |
| Середній максимум, °C                                                | 9,5           | 11,1          | 14,5          | 17,0          | 21,0          | 25,2          | 28,0          | 27,9          | 24,6          | 19,5          | 13,3          | 9,9           | 18,5          |
| Середня температура, °C                                              | 5,9           | 7,0           | 9,7           | 11,9          | 15,9          | 19,6          | 22,0          | 21,9          | 18,9          | 14,9          | 9,5           | 6,5           | 13,6          |
| Середній мінімум, °C                                                 | 2,4           | 3,0           | 5,0           | 7,1           | 10,9          | 14,3          | 16,5          | 16,5          | 13,4          | 10,5          | 5,8           | 3,2           | 9,1           |
| Абсолютний мінімум, °C                                               | −18,6         | −19,2         | −8,4          | −3            | −0,8          | 4,0           | 7,6           | 5,5           | 1,9           | −3            | −7,5          | −12           | −19,2         |
| Середня кількість сонячних годин на місяць                           | 92,5          | 115,0         | 175,1         | 186,1         | 209,2         | 227,6         | 252,6         | 238,8         | 204,0         | 149,2         | 96,0          | 85,3          | 2031,3        |
| Норма опадів, мм                                                     | 51.3          | 41.6          | 49.1          | 69.6          | 74.0          | 60.3          | 37.7          | 46.8          | 47.4          | 57.0          | 51.1          | 52.4          | 638.3         |
| Днів з опадами                                                       | 9,2           | 7,8           | 8,6           | 9,6           | 9,9           | 7,1           | 5,0           | 6,1           | 6,5           | 8,1           | 9,2           | 8,6           | 95,7          |
| Днів зі снігом                                                       | 2,1           | 2,0           | 1,0           | 0,2           | 0             | 0             | 0             | 0             | 0             | 0             | 0,6           | 1,6           | 7,5           |
| Вологість повітря, %                                                 | 87            | 82            | 77            | 76            | 76            | 72            | 68            | 71            | 74            | 81            | 85            | 88            | 78            |
| -------------------------------------------------------------------- | ------------- | ------------- | ------------- | ------------- | ------------- | ------------- | ------------- | ------------- | ------------- | ------------- | ------------- | ------------- | ------------- |
| Джерело: Meteo-France, Infoclimat.fr (відносна вологість, 1961—1990) |               |               |               |               |               |               |               |               |               |               |               |               |               |

## Історія
Давні поселення існували на околицях Тулузи ще в епоху Нижнього палеоліту. Сліди проживання людей у вигляді селища доби Неоліту були знайдені у Вільнев-Толозан. Іншою знахідкою, що підтверджує існування поселень у VIII—VII ст. до н. е є знайдений у 2002 році у кварталі Сен-Рош некрополь. У середині ІІІ століття до н. е, задовго до приходу римлян, західний Лангедок був зайнятий гальськими племенами, одне з яких, толозати, оселилося на околицях Тулузи. У ІІ ст. до н. е на території В'єй-Тулуз, кількома кілометрами південніше нинішньої Тулузи був збудований опідум. Толозати налагодили торговельні зв'язки з Іспанією, Італією та рештою Галії, обмінюючи вино, збіжжя та метали. Вигідне географічне положення і клімат міста привернули увагу римлян. 107 р. до н. е Тулуза була завойована Римом. Як і у всіх гало-римських містах, тут були збудовані акведуки, театр, амфітеатр на 14000 місць, терми та велика кількість храмів. У 30-му році місто було оточене стіною, залишки якої дійшли до наших днів.

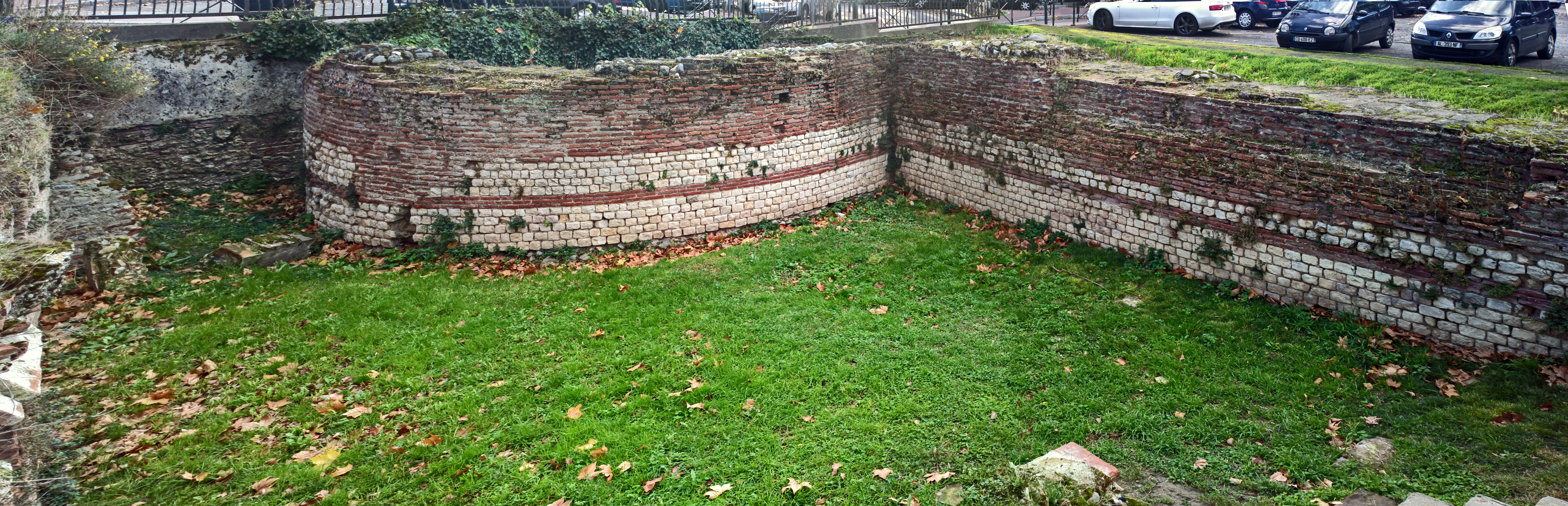
Тулуза, гало-романська фортечна стіна

250 рік позначений мучеництвом святого Сатурніна, який за наказом папи Фабіана прийшов проповідувати християнство на землях Тулузи. ІІІ-IV століття — період розквіту міста. У 403 році була збудована перша базиліка Сен-Сернен. З 419 по 507 роки була центром Вестготського королівства.
У 508 році Тулузою заволоділи франки на чолі з Хлодвигом. Час від часу Тулуза виявлялася столицею самостійного Аквітанського королівства. У 721 році витримала облогу сарацинами. З 778 року — резиденція графів Тулузьких, які тримали під своїм контролем південь Франції.
Добробут середньовічної Тулузи пов'язаний не тільки з її столичним становищем, а й з тим, що через неї проходив багатолюдний Шлях святого Якова, паломницький шлях до могили апостола Якова в іспанському місті Сантьяго-де-Компостела. Облога Тулузи хрестоносцями тривала з жовтня 1217 по червень 1218 року. Хоча взяття хрестоносцями і завдало відчутного удару, місто продовжувало розвиватися. У 1214 році Домінік де Гусман заснував в Тулузі орден домініканців. У 1229 році засновано Тулузький університет, а в 1317 році єпископська кафедра піднялася до ступеня архиєпископської.
Після приєднання до королівського домену в 1271 році Тулуза до Французької революції залишалася центром провінції Лангедок. Тулузький парламент, вперше скликаний в 1421 році, розглядав судові тяжби жителів всього півдня Франції.
У роки воєн гугенотів Тулуза служила оплотом Католицької ліги. У 1632 році на подвір'ї Тулузької ратуші був страчений останній герцог Монморансі.
У 1814 році маршал Сульт програв під Тулузою останній бій Півострівної війни.
У XV столітті багаті торговці почали забудовувати Тулузу особняками з червоної цегли, цей час позначено в історії міста як «золота епоха». Саме через ці особняки Тулузу називають «рожевим» містом.

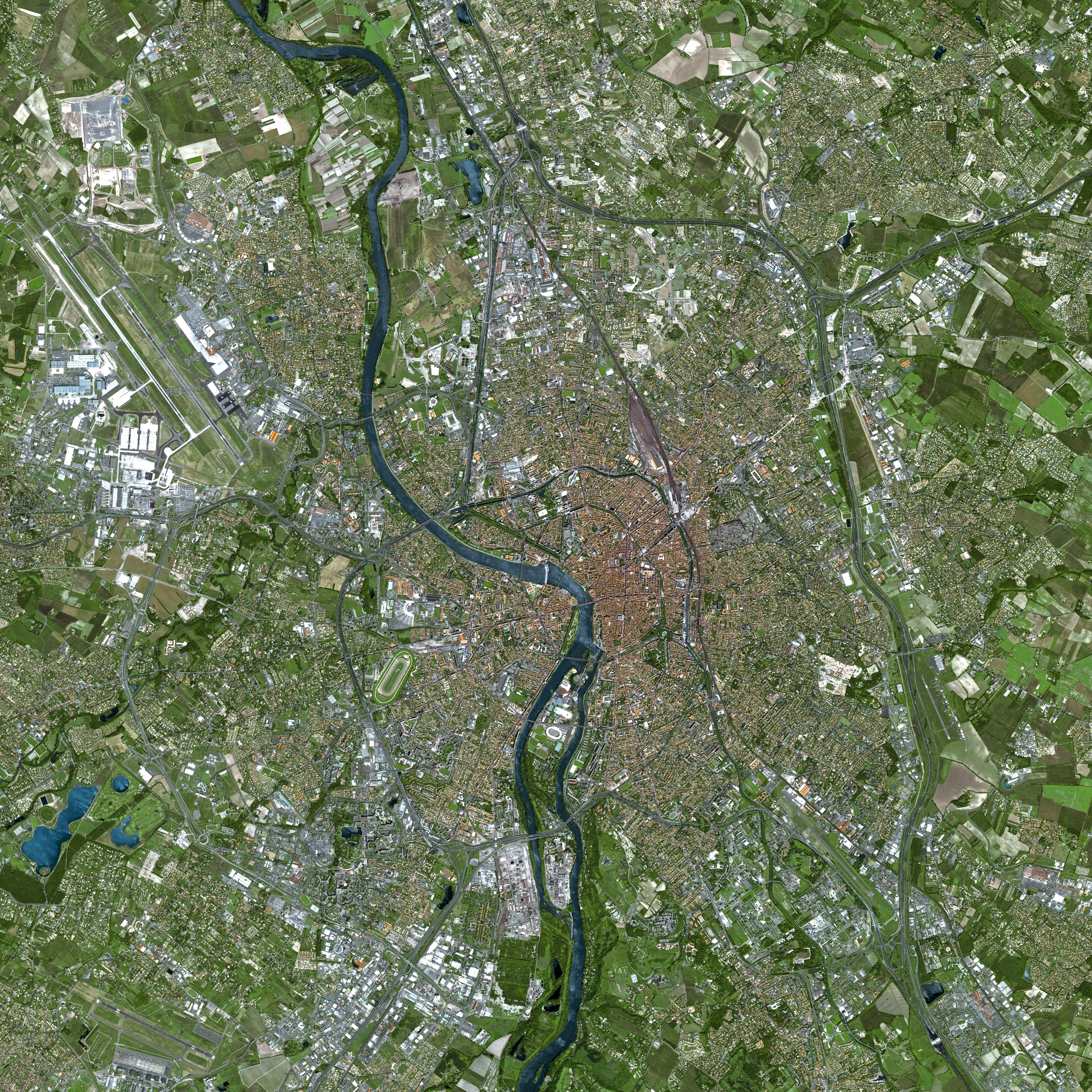
Тулуза із супутника SPOT.

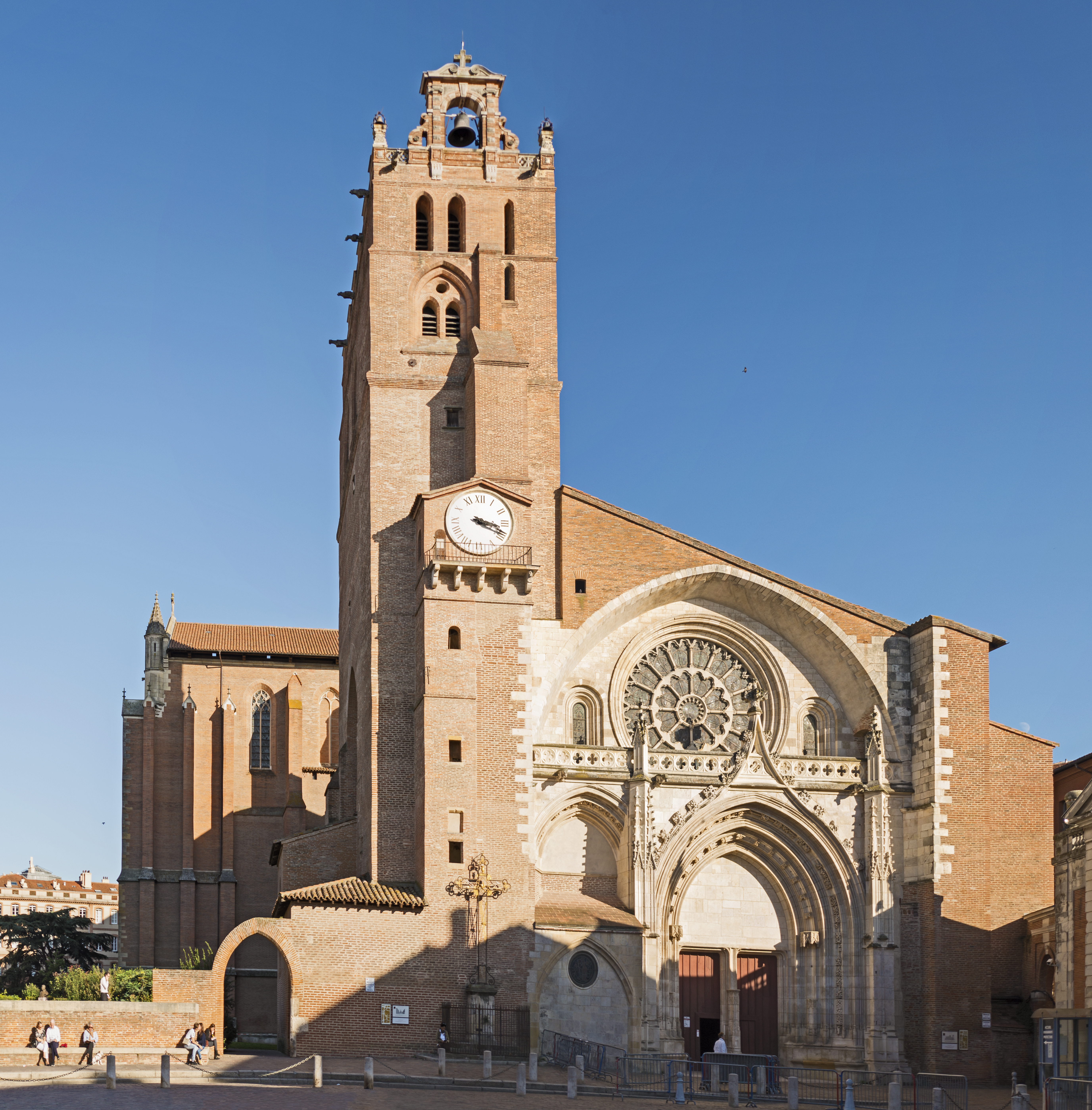
Тулузький собор.

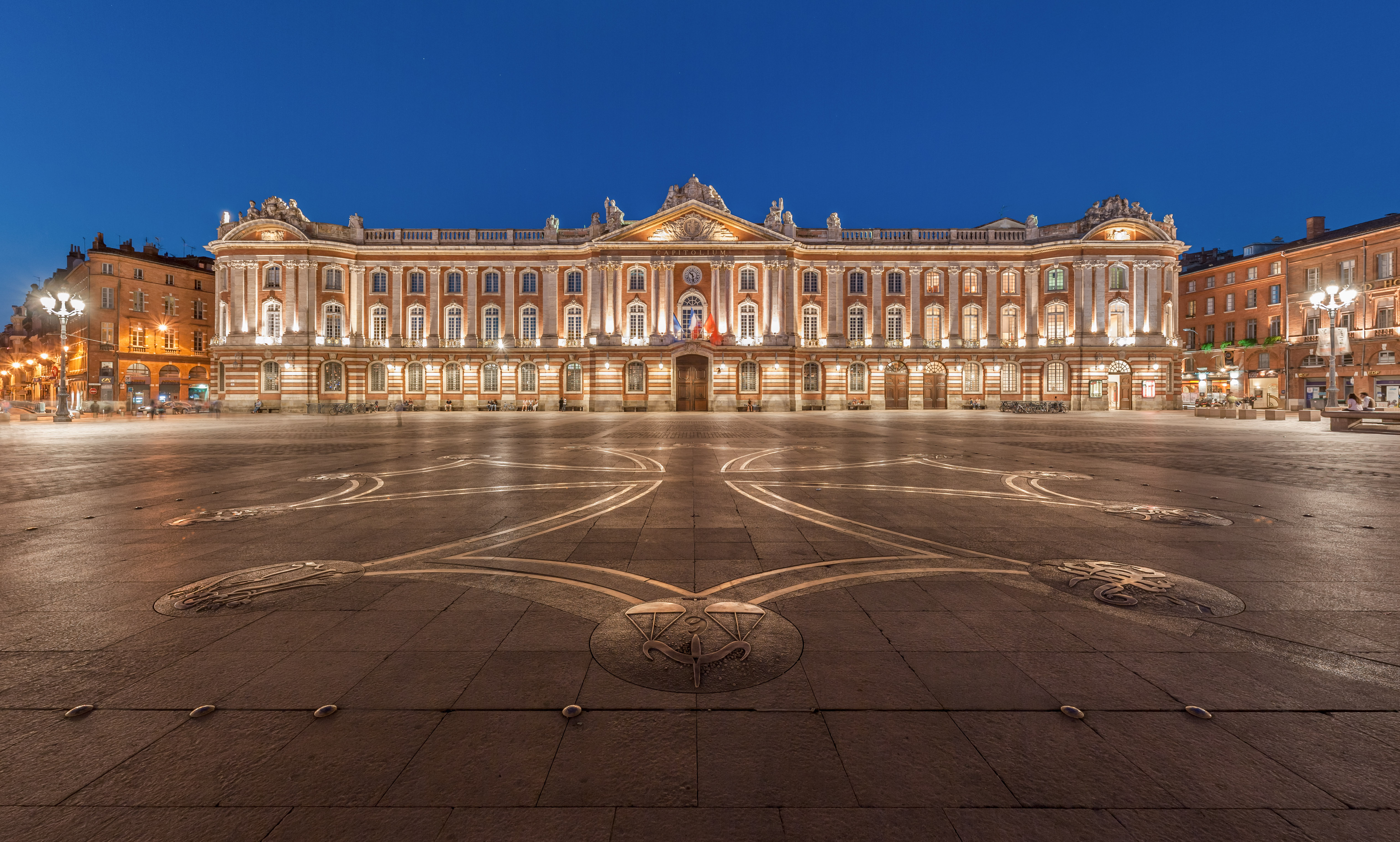
Тулузький Капітолій в сутінках.

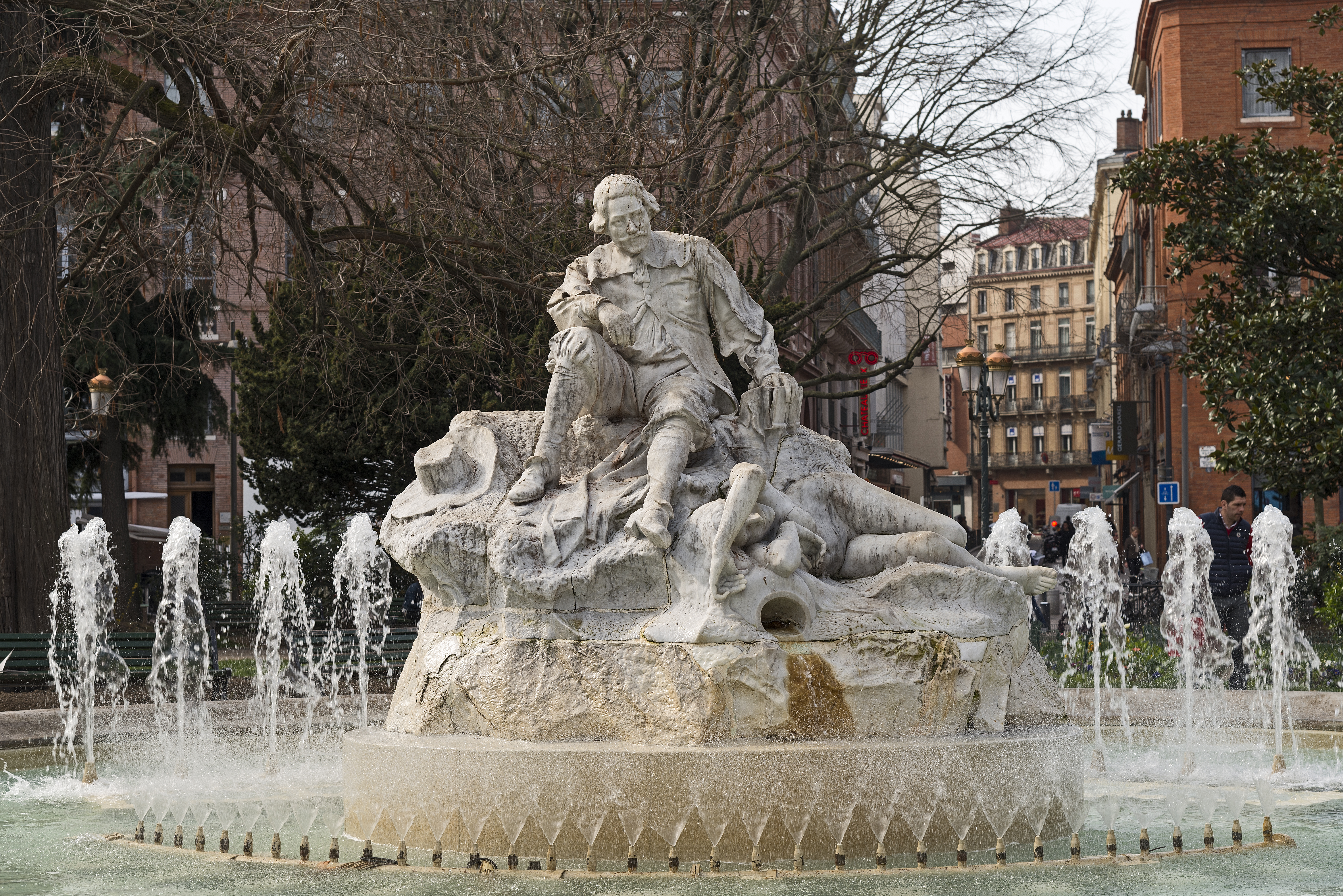
Пам'ятник лангедокському поету П'єру Годолену.

## Демографія
Динаміка населення (INSEE ):
Тулуза — четвертий за чисельністю населення муніципалітет Франції після Парижу, Марселя і Ліона. У 2015 році у муніципалітеті проживало близько 1,4 млн жителів.

### Сучасність
До будівництва першої залізниці Тулуза як провінційне місто запізнювалася в своєму промисловому розвитку. Авіабудування почав розвивати Клемент Адер (1841—1925). При Шарлі де Голлі в Тулузі розмістилися Національний центр космічних досліджень і пов'язані з ним підприємства оборонної та авіакосмічної галузей, що сприяло швидкому економічному і соціальному зростанню. Кілька застарілих кварталів старої забудови були знесені; на їхньому місці з'явилися сучасні висотні будівлі.
У 1997 році тут відкрився музей авіації та космосу. У Тулузі дуже багато студентів. Найбільші магазини розташовані поблизу Площі Капітолія, де щороку проходить Різдвяний ринок. У Тулузі велика кількість органів, понад 20, тому щорічно тут організовується міжнародний органний фестиваль.
З міста походить відомий французький гурт My Own Private Alaska.

## Культура

### Архітектура
Архітектурні цінності представлені передусім Базилікою Сен-Сернен, Площею Капітолія з Міською Ратушею і театром, церквою і монастирем якобінців. У центрі августинського монастиря розташовано Музей Августина, відомий своїми готичними і романськими скульптурами.

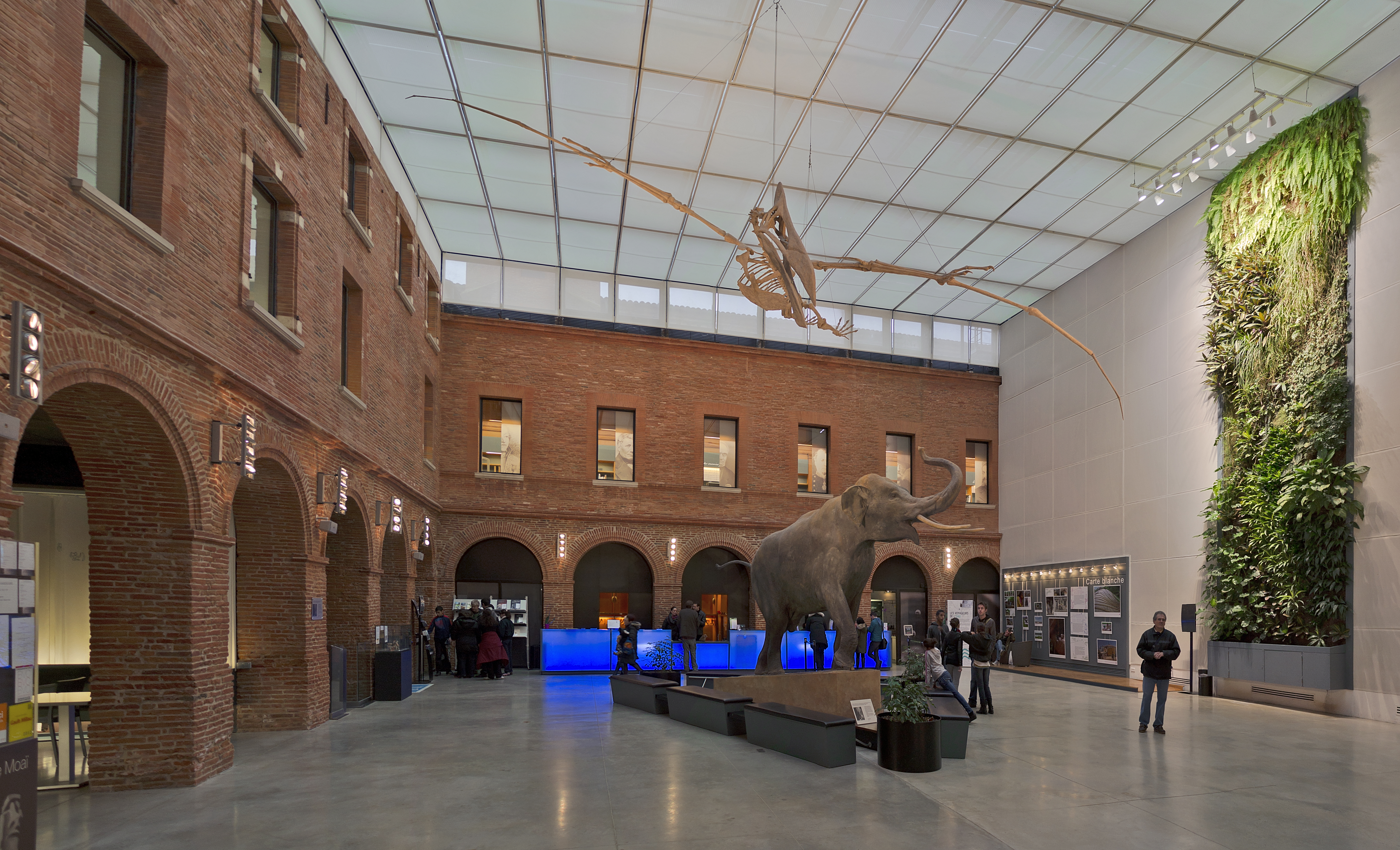
Тулузький музей

### Освіта та наука
З 1229 по 1794 рік і з 1896 по 1968 рік головним вищим навчальним закладом міста був Тулузький університет, другий за кількістю студентів університет Франції. Після подій червоного травня університет був розформований на 3 університети і декілька вищих шкіл:
- Університет Тулуза 1 (право, економіка, менеджмент)
- Університет Тулуза 2 (мистецтво, література, гуманітарні науки та мови)
- Університет Тулуза 3 (наука, технології та охорона здоров'я)
- Національний інститут прикладних наук
- Національний політехнічний інститут Тулузи
- Вищий інститут аеронавтики й космосу
- Тулузька бізнес-школа.

Університет Тулуза 1

Його наступником є Університет Тулузи-Південних-Піренеїв, заснований у 2007.
Інші вищі навчальні заклади:
- Національна школа цивільної авіації
- Політехнічний інститут передової науки
- Католицький університет Тулузи
- Католицький інститут мистецтв і ремесел
- Вища національна школа агрономії Тулузи

Тулузька обсерваторія займає важливе місце серед астрономічних обсерваторій Франції. 19 травня 1874 року в цій обсерваторії французьким астрономом Дж. Перротіном був відкритий астероїд, названий (138) Тулуза.

### Музеї та галереї

Музей Жоржа Лабі

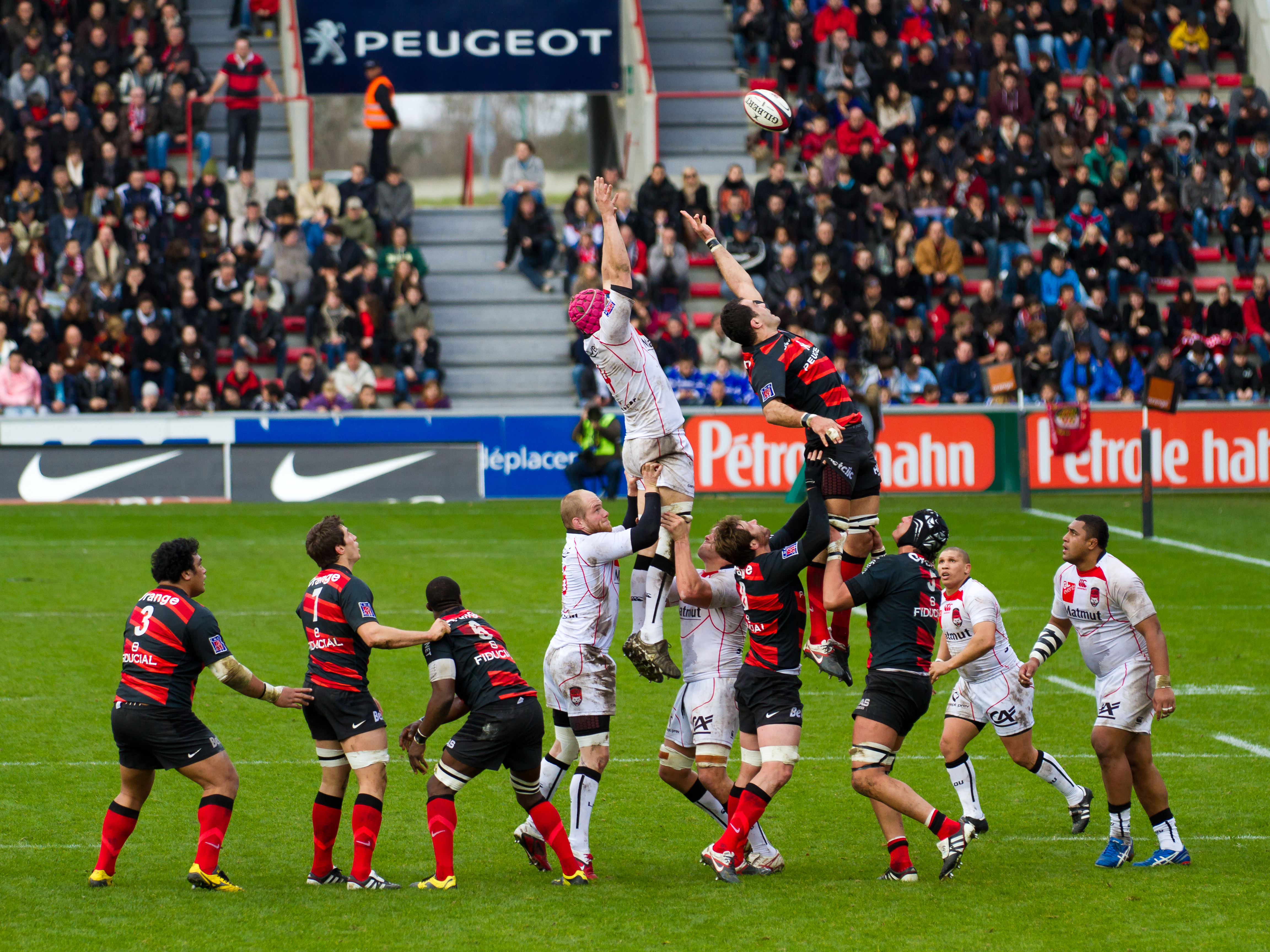
Виступ місцевого регбійного клубу

- Тулузький музей (фр. Muséum de Toulouse) — природознавчий музей міста Тулузи, заснований 1796 року.
- Музей Сен-Раймонд (фр. Musée Saint-Raymond, musée des Antiques de Toulouse) — археологічний музей Тулузи, заснований 1892 року.
- Музей Пола Дюпюї (фр. Musée Paul-Dupuy) — муніципальний музей, у якому представлена колекція графіки та предметів мистецтва від середньовіччя до 1939 року.
- Музей Жоржа Лабі (фр. Musée Georges Labit) — невеликий художній музей, присвячений мистецтву Азії і Стародавнього Єгипту, заснований 1893 року.
- Музей августинців (фр. Musée des Augustins de Toulouse) — музей образотворчого мистецтва Тулузи (колекції живопису та скульптури), розміщений у колишньому августинському монастирі Тулузи, заснований 1793 року. Один з найдавніших мистецьких музеїв Франції.
- Музей медичних інструментів Тулузької лікарні (фр. Musée des instruments de médecine des hôpitaux de Toulouse) — музей історії медицини, заснований 2004 року.
- Фотогалерея в старій водонапірній вежі (фр. Le château d'eau, pôle photographique de Toulouse), заснована 1974 року.
- Les Abattoirs — музей сучасного мистецтва.

### Спорт
У місті базується футбольний клуб «Тулуза». Його домашньою ареною є Муніципальний стадіон.
На цьому ж стадіоні проводить матчі один з найсильніших європейських регбійних клубів, багаторазовий чемпіон Франції «Стад Тулуза» або просто «Тулуза».
Щорічно в місті проходить тенісний турнір Masters France.

## Транспорт

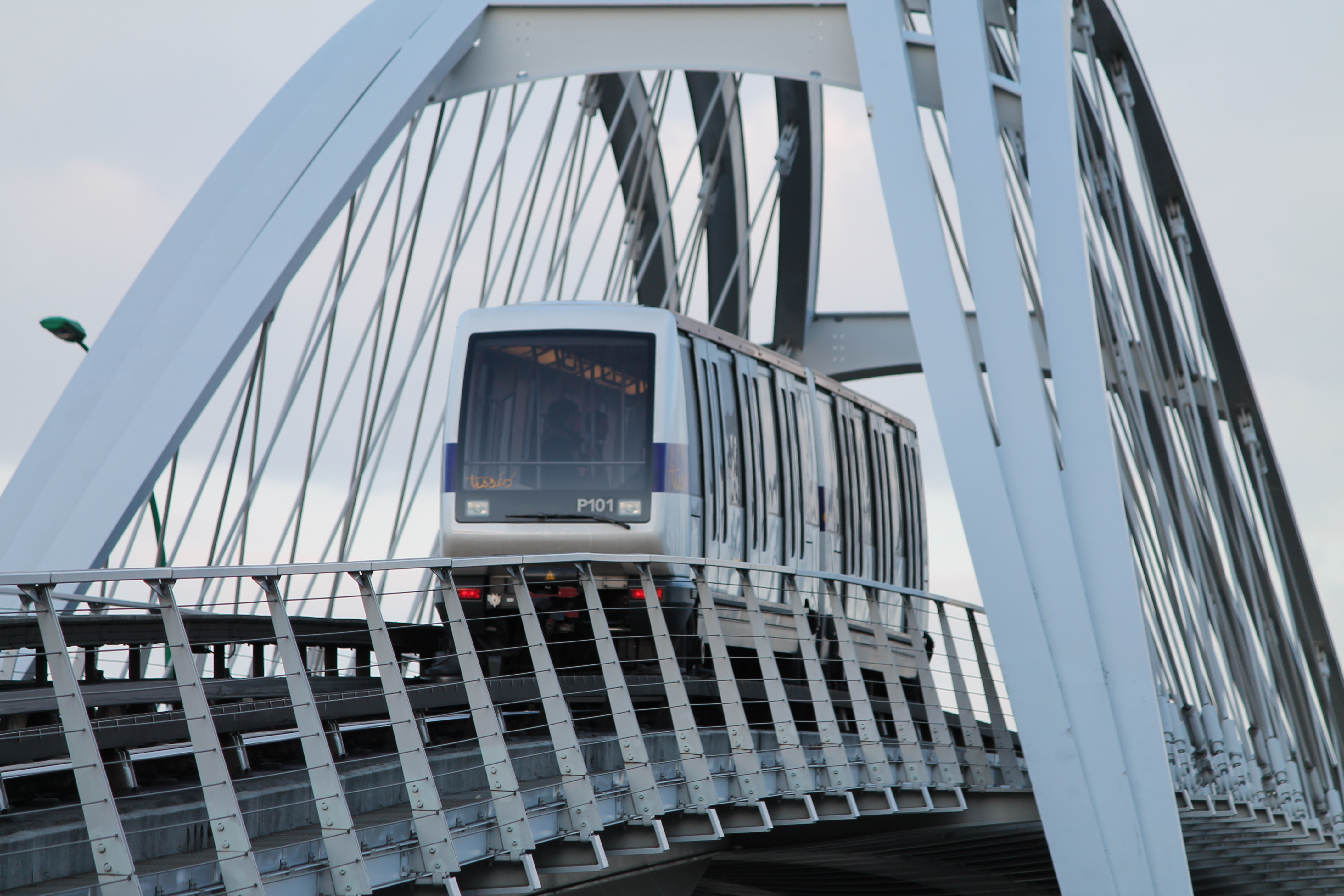
Метрополітен Тулузи

Тут розташовується основне виробництво концерну Airbus і ракет «Аріан». Транспорт Тулузи має добре розвинену мережу автобусних і залізничних маршрутів. Трамвайна система функціонувала в Тулузі з 1881 по 1957 рік. 11 грудня 2010 року трамвай повернувся на вулиці Тулузи, була відкрита лінія T1 довжиною 10,9 км. 10 квітня 2015 року була відкрита лінія T2 до аеропорту. Громадський транспорт в Тулузі вважається одним з найдорожчих як в країні, так і у всій Європі. Він має загальну назву — Tisseo.
У Тулузі є власний метрополітен. Річкові трамваї курсують Гаронною до Південного Каналу.

## Відомі люди
- Антуан Бурдель (1861—1929) — французький скульптор.
- Бернар Вербер (1961) — письменник.
- Сенді Ві (1975) — музичний продюсер і автор пісень.
- Жан-Огюст-Домінік Енгр (1780—1867) — художник, живописець, представник класицизму.
- Жан Доссе (1916—2009) — імунолог, лауреат Нобелівської премії з фізіології та медицини.
- Жан Антуан Марі Ідрак (1849—1884) — скульптор.
- Раймунд IV (граф Тулузький) (1042—1105) — один з очільників Першого хрестового походу.
- Поль Сабатьє (1854—1941) — хімік, лауреат Нобелівської премії з хімії.
- Лідія Сальвер (1948} — лікарка і письменниця, лауреатка Ґонкурівської премії.
- Франсуа де Труа (1645—1730) — художник-портретист та гравер.
- П'єр Ферма (1601—1665) — математик, засновник аналітичної геометрії і теорії чисел.

## Галерея зображень

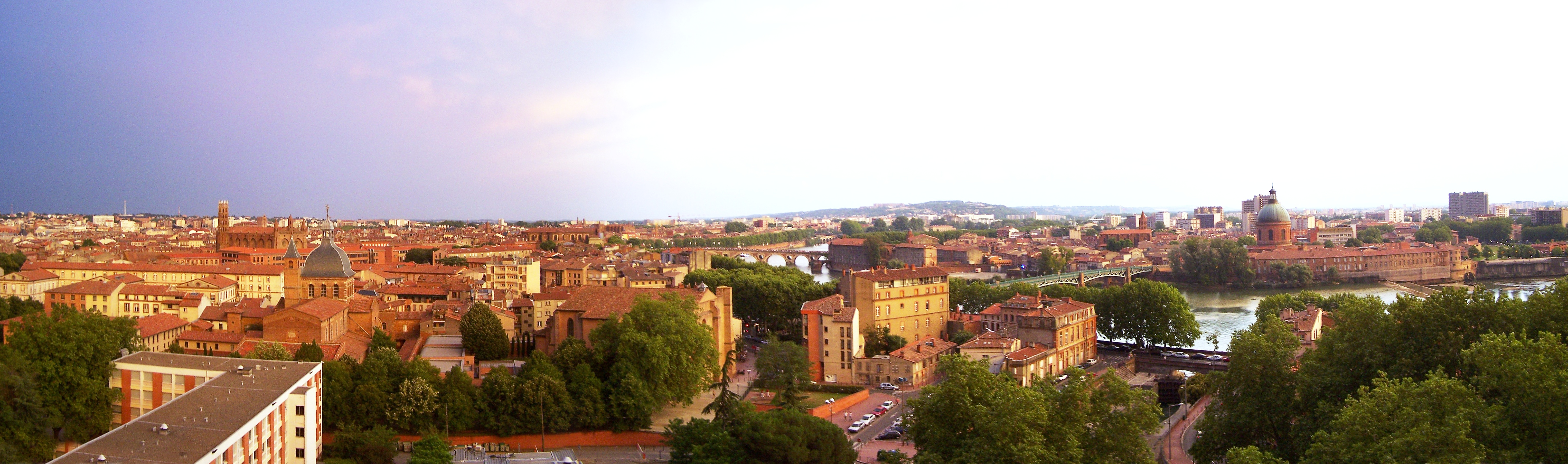
Панорама Тулузи.

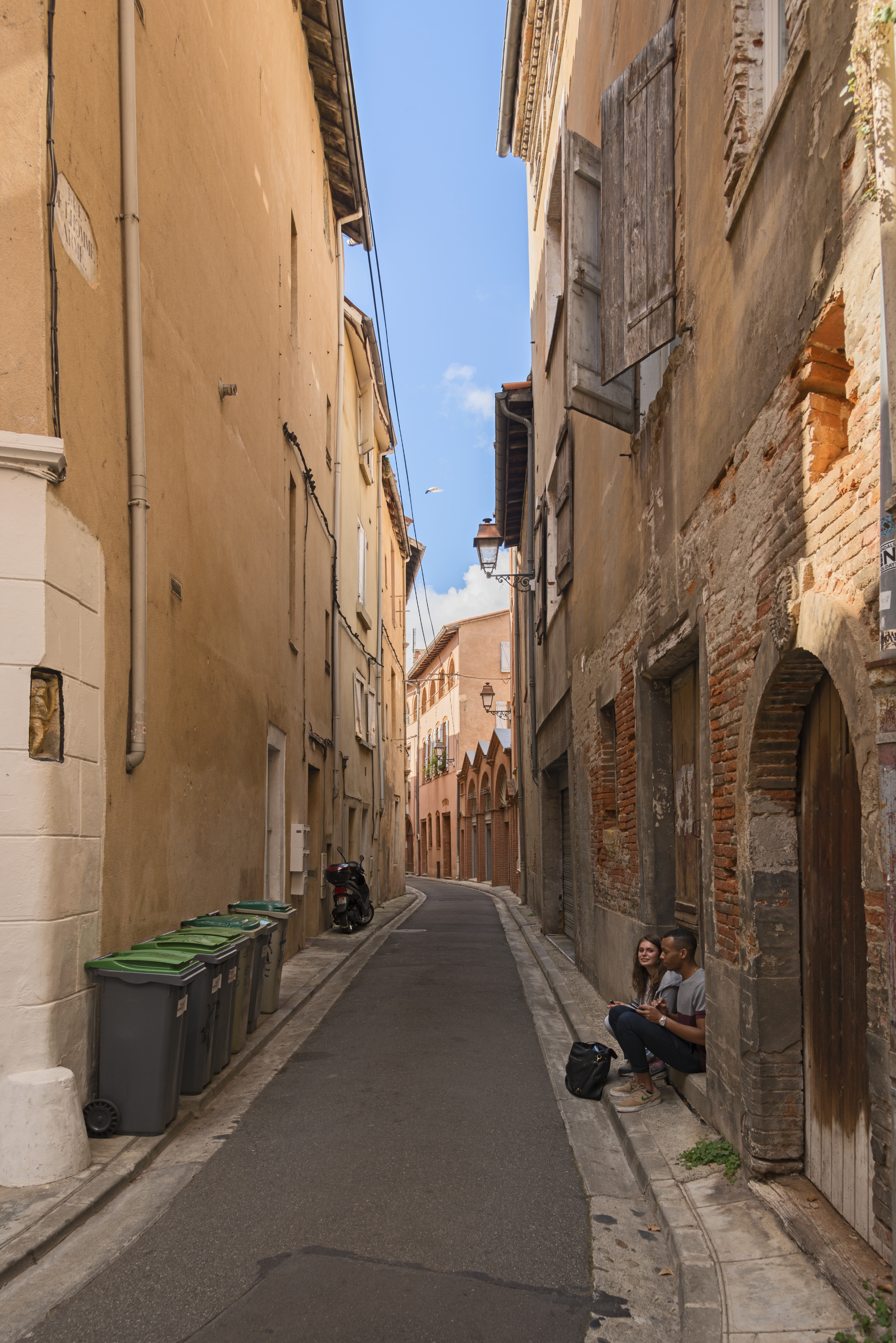
Типова вулиця «рожевого міста».
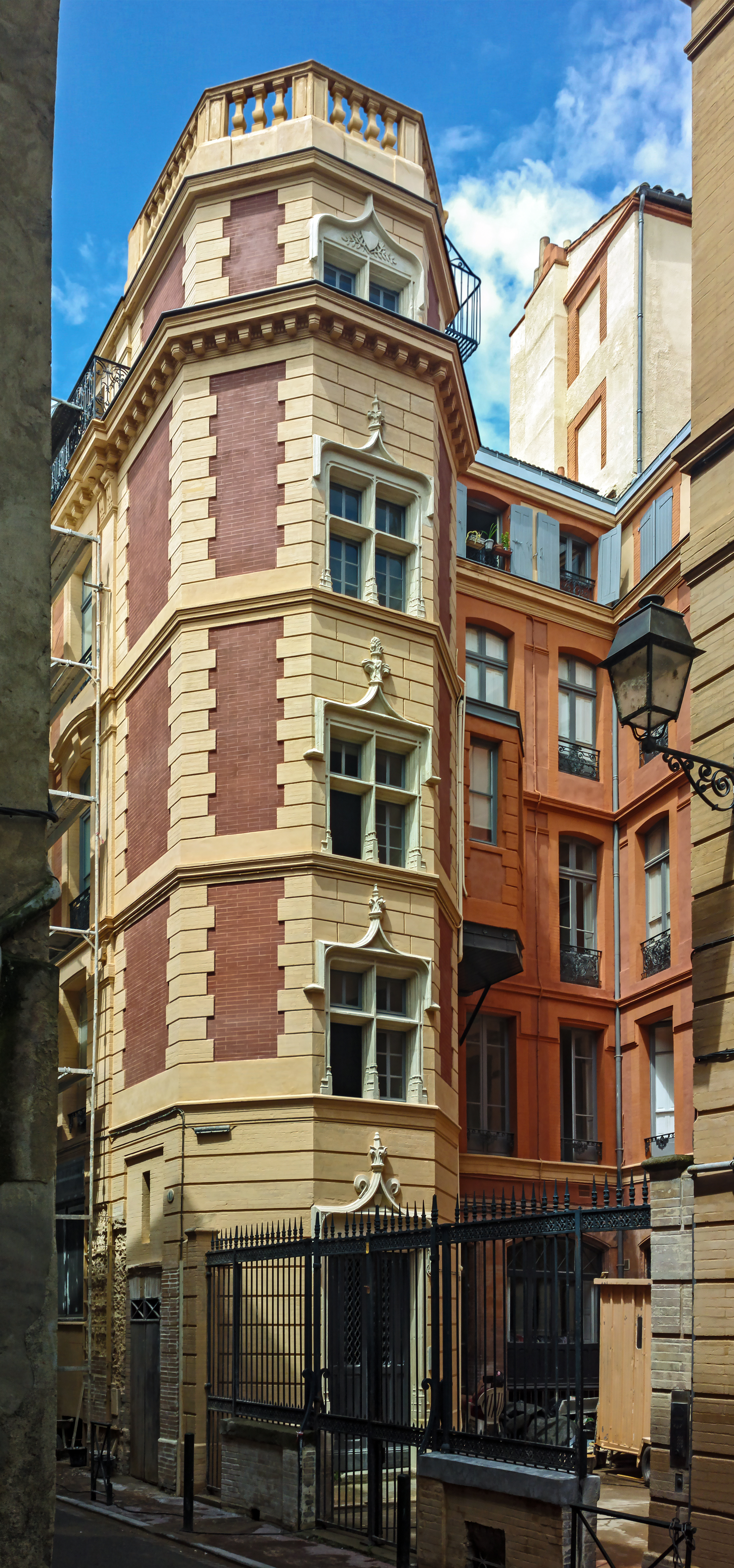
Готель «Bénézit».
Базиліка Нотр-Дам де ла Дорад.
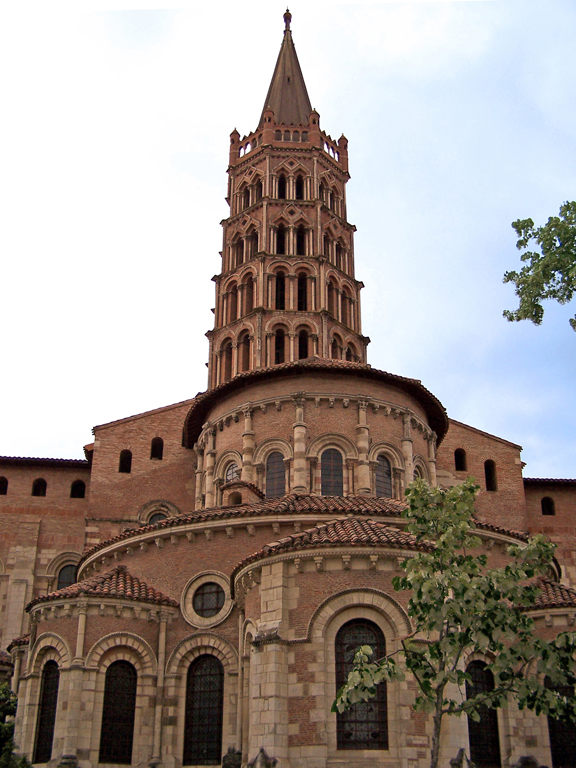
Базиліка Сен-Сернен.
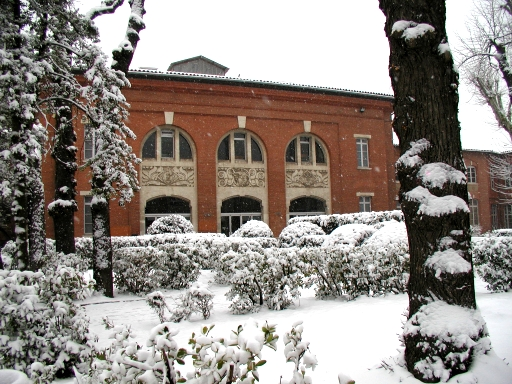
Університет Тулуза 1.
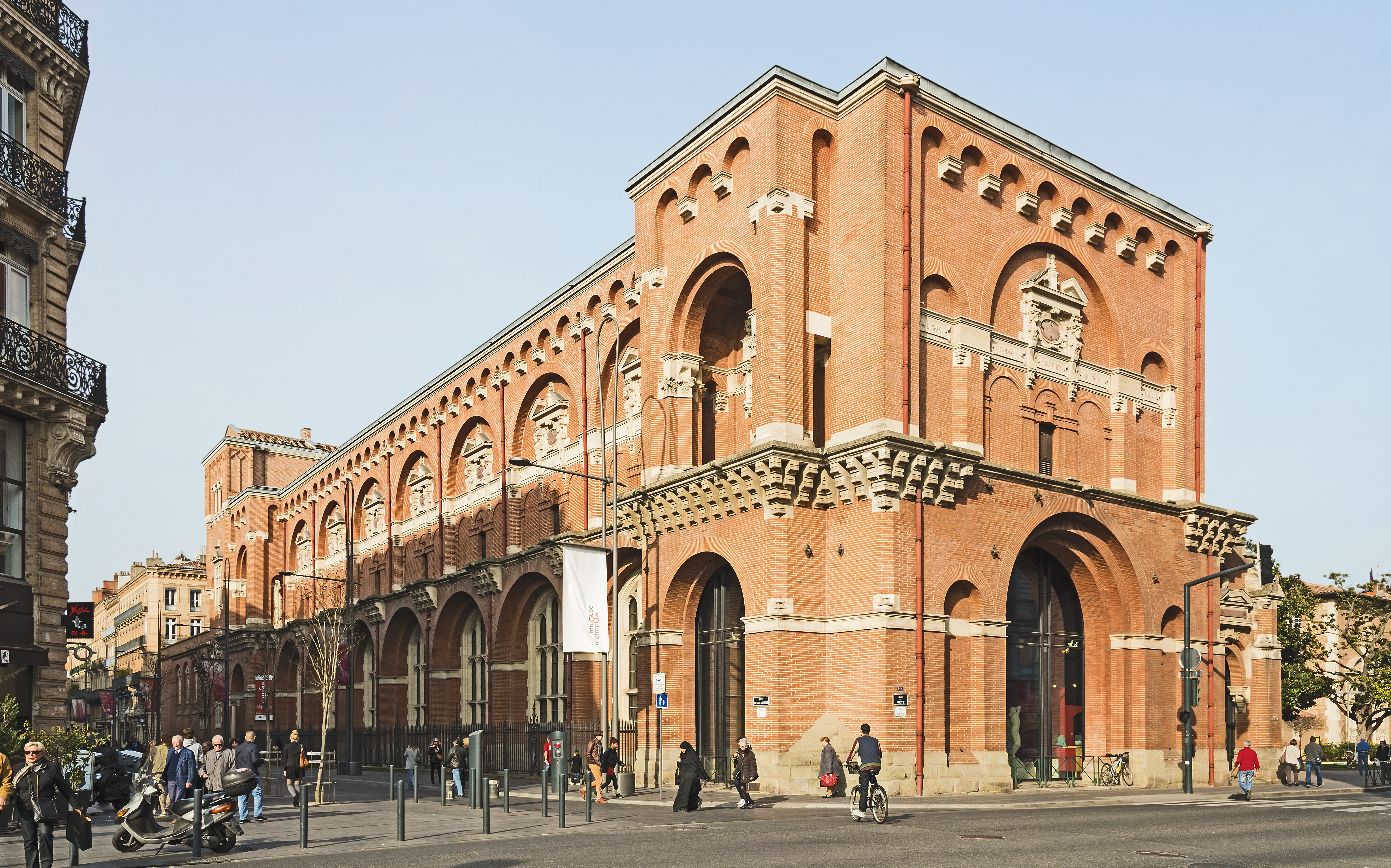
Музей августинців.
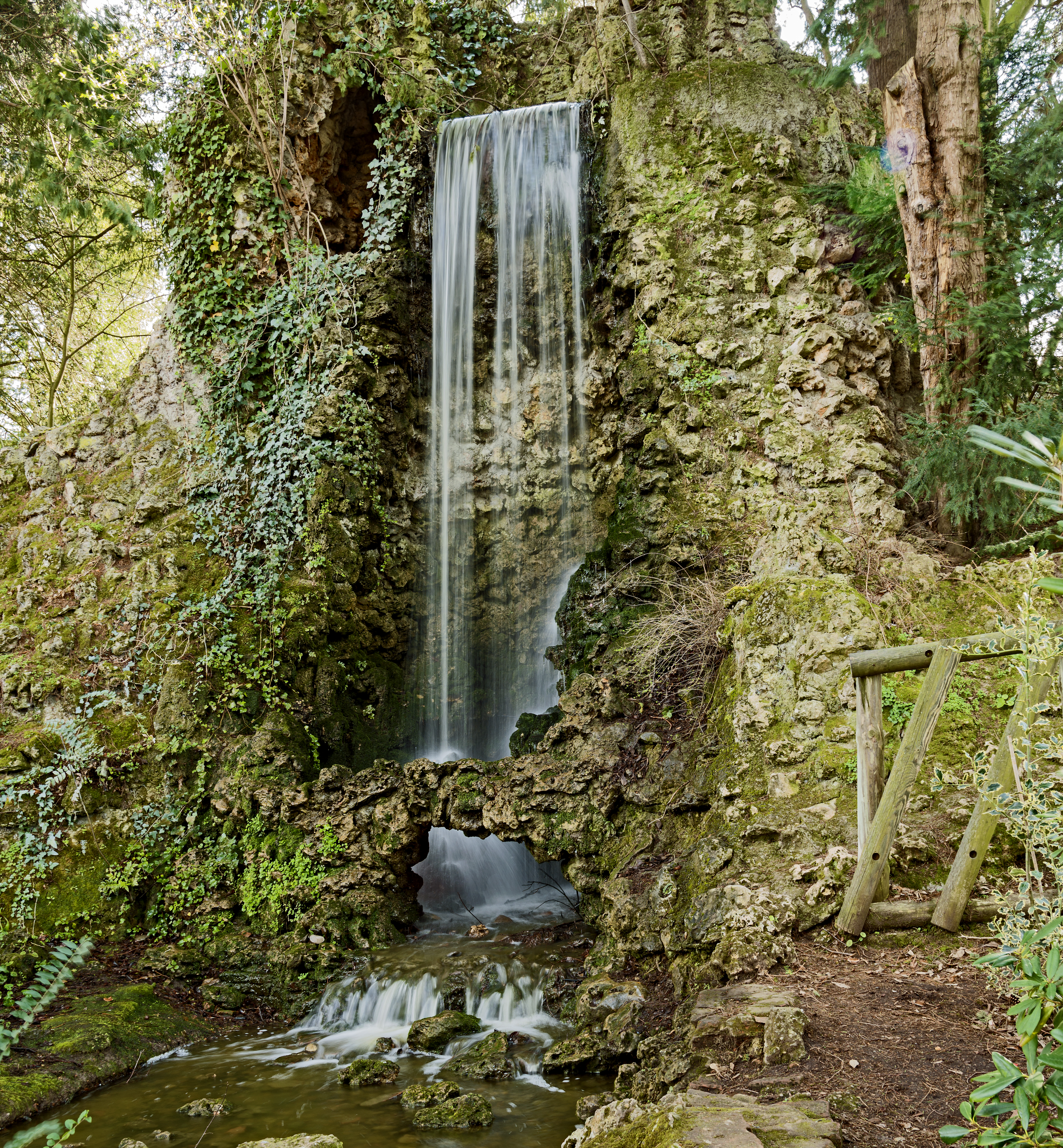
Сад рослин Тулузи.

## Міста-побратими
- Атланта, Джорджія, США
- Болонья, Італія
- Київ, Україна
- Тель-Авів, Ізраїль
- Чунцин, Китай
- Ельче, Іспанія